# 塔巴尼亞

塔巴尼亞的旗幟。

塔巴尼亞的徽章。

塔巴尼亚（Tabarnia）是加泰隆尼亞的一個虛構地區，是主張西班牙統一的人士對於加泰隆尼亞獨立運動行為所做出的諷刺形式的戲仿，巴塞隆纳（Barcelona）跟塔拉戈纳（Tarragona）要从加泰隆尼亚独立出来，而主张独立的人用 Ta 代表塔拉戈纳（Tarragona），用 bar 代表巴塞隆纳（Barcelona），用 nia 代表加泰隆尼亚，Tabarnia 成为一个新的地区，一个要从加泰隆尼亚独立出来的地区。主张塔巴尼亚（Tabarnia）的支持者想要继续留在西班牙，认为塔巴尼亚是做生意、金融、贸易、旅游业的地区，所以在2017年12月21日选举中投给反独立的政党。

## 另見
- 加泰隆尼亞語地區

## 外部連結
- Tabarnia's Official Newspaper.
- Barcelona is not Catalonia website （页面存档备份，存于）.